# Saint Lucy (parafia)
St. Lucy – parafia na Barbadosie, najbardziej wysunięta na północ. Parafia ta jest jedyną nazwaną na cześć żeńskiego patrona - Św. Łucji. Na terenie parafii znajdowała się także baza wojskowa Stanów Zjednoczonych, która mieściła się w Harrison's Point. St. Lucy jest półwyspem, otoczonym od trzech stron wodami Oceanu Atlantyckiego, zaś od południa graniczy z parafią Saint Peter.
St. Lucy jest najdalej położonym obszarem od stolicy Barbadosu, Bridgetown. Jest też jedną z najmniej zaludnionych parafii na wyspie, co wynika z położenia na krańcu wyspy.
Najbliższym miastem od St. Lucy jest Speightstown w parafii St. Peter. Parafia jest miejscem urodzin premiera Barbadosu – Errola Barrowa.